# Cilia van Weel
Cecilia Gesina (Cilia) van Weel-Niesten (28 april 1949) is een Nederlandse politica namens het Christen-Democratisch Appèl (CDA). 

## Levensloop
Van Weel-Niesten heeft de mulo gevolgd, en heeft daarna de opleiding tot kleuterleidster (akte a en b) afgerond. Daarna heeft ze de certificaten voor vwo Nederlands, geschiedenis en Engels gehaald op de onderwijsopleiding en heeft ze een middenstandsdiploma.

## Wethouder
Tot 2010 was zij wethouder voor onder andere stadsbeheer, monumentenzorg en verkeer in Hoorn. Van Weel-Niesten was toen al lange tijd actief in de gemeentelijke politiek van Hoorn - voor haar wethouderschap was ze gemeenteraadslid en fractievoorzitter - maar was ook lid van de partijraad van het CDA en kandidaat-Tweede Kamerlid in 2002. Ze is toen weliswaar gekozen, maar heeft haar zetel afgestaan.
Naast haar politieke functies was ze waarnemend voorzitter van Vluchtelingenwerk West-Friesland en bestuurslid van het antidiscriminatiebureau Noord-Holland.
Na haar verhuizing naar de gemeente Beverwijk is zij daar vier jaar wethouder (2014-2018) geweest.
Na een oproep van andere partijen aan het lokale CDA-bestuur om een andere wethouderskandidaat te benoemen, heeft Van Weel haar ontslag als wethouder ingediend, en haar CDA-lidmaatschap opgezegd. Zij achtte de handelwijze "onbehoorlijk en in strijd met al de principes van het CDA". De mogelijkheid om wel in de gemeenteraad te gaan zitten, heeft ze afgewezen.
Opmerkelijk genoeg kreeg Van Weel nog wel drie stemmen bij de benoeming van de nieuwe wethouders in Beverwijk in 2018, al was zij geen kandidaat.
In juli 2018 is Van Weel tot wethouder van de gemeente Uitgeest benoemd voor de lokale partij Uitgeest Vrije Partij (UVP).
- Parlement.com: vg9fgopy5txu